# Winzendorf-Muthmannsdorf
Winzendorf-Muthmannsdorf est une commune autrichienne du district de Wiener Neustadt-Land en Basse-Autriche.